# Offshore-Terminal Bremerhaven
Koordinaten: 53° 31′ 12″ N, 8° 34′ 12,9″ O
Der Offshore-Terminal Bremerhaven (OTB) ist ein geplanter Schwerguthafen für Windenergieanlagen und andere Elemente für Offshore-Windparks.

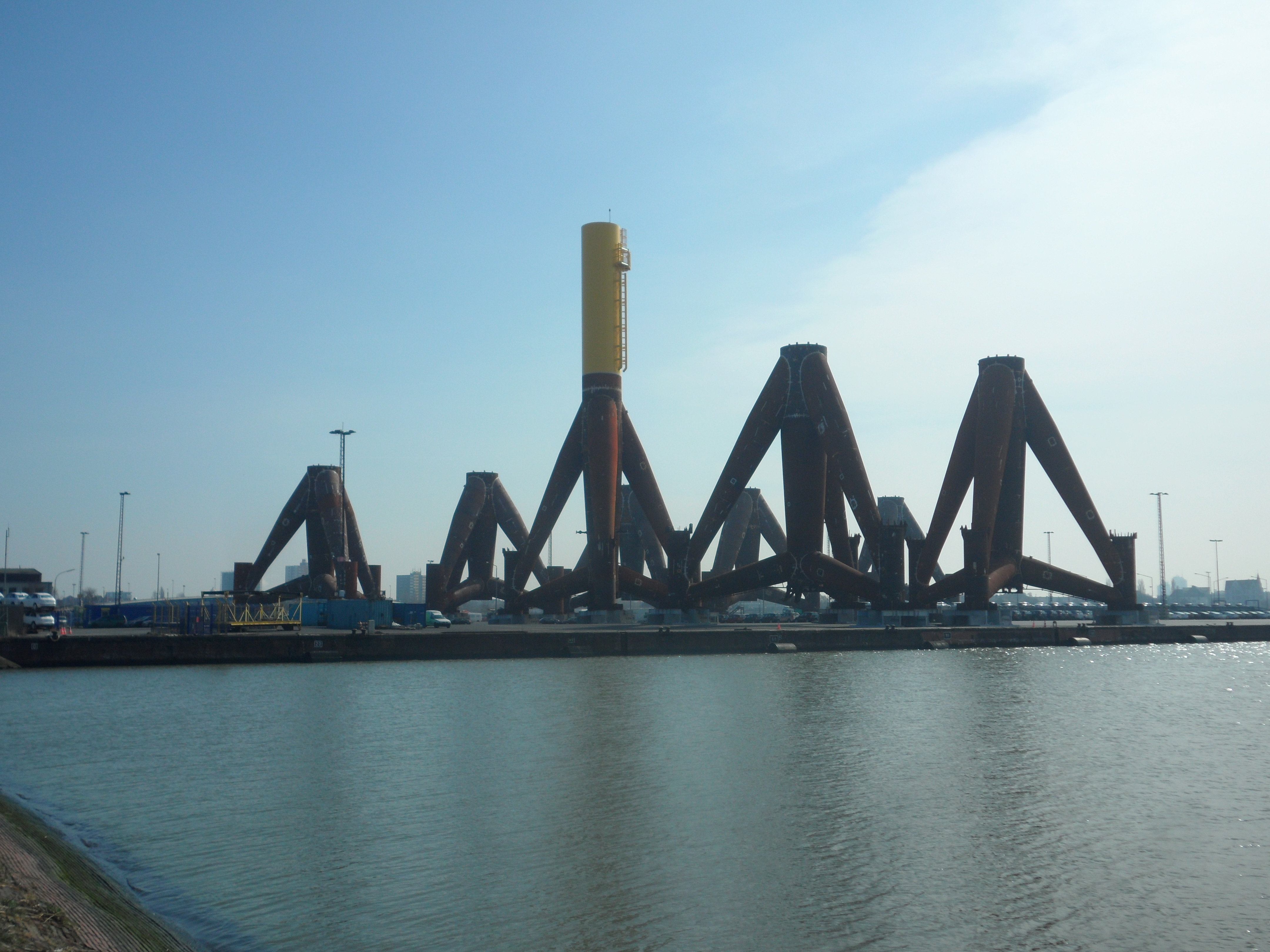
Tripods, Fundamente für Windenergieanlagen, stehen zur Verladung in Bremerhaven bereit

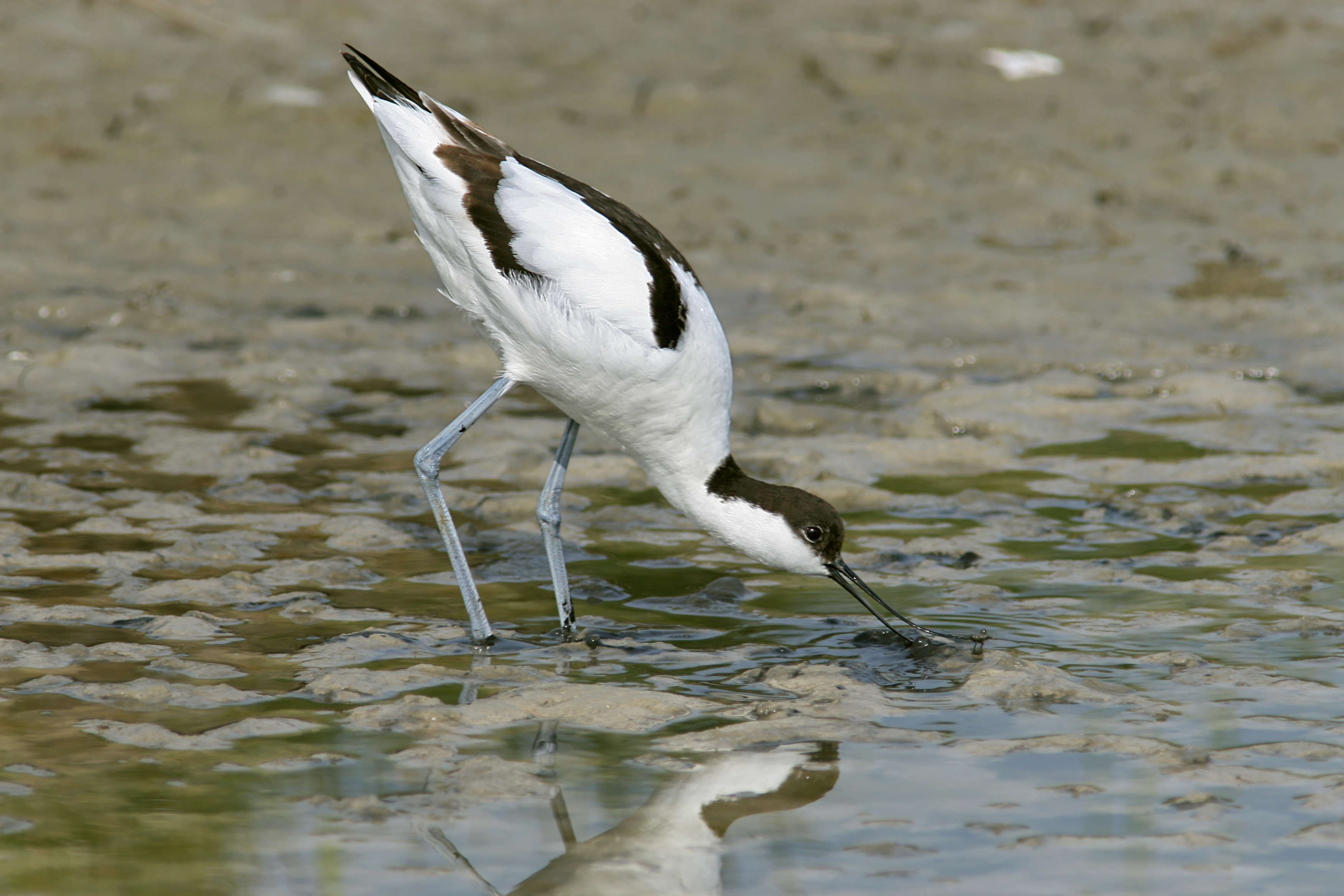
Das Offshore-Terminal macht Eingriffe in das Habitat des Säbelschnäblers erforderlich.

Bremerhaven ist ein wichtiger Standort der Offshore-Windenergie-Industrie in Deutschland. Im Süden der Stadt ist ein Offshore-Terminal geplant, damit die bis zu 1000 Tonnen schweren und rund 30 Meter mal 40 Meter großen Fundamente sowie Rotorblätter mit einer Länge von 75 m auf Spezialschiffe verladen werden können. Bei einer Kajenlänge von 500 m soll eine zusätzliche Infrastruktur von 25 Hektar entstehen. Die Kosten für den Bau sollten mit Hilfe von Investoren aufgebracht werden, doch ein entsprechendes Ausschreibungsverfahren wurde im Herbst 2012 erfolglos beendet. Der in Bremerhaven gebürtige Wirtschafts- und Häfensenator Martin Günthner (SPD) machte für die gescheiterte Investorensuche die amtierende Bundesregierung verantwortlich.
Grundlage für die Planung ist unter anderem eine Studie der Prognos AG aus dem Jahr 2011. In diesem Gutachten wurden die Marktchancen in der Offshore-Windenergie europaweit analysiert und bestehende Hafenkapazitäten an verschiedenen Standorten miteinander verglichen. Gegenwärtig wird das Projekt vom Land Bremen finanziert, wobei die Hoffnung auf Rückfluss der Geldmittel aus den Hafengebühren gesetzt wird, die von den Windenergiefirmen aufgebracht werden müssen.

## Geschichte
Im September 2011 beschloss die Bremerhavener Stadtverwaltung, den Verkehrslandeplatz Bremerhaven-Luneort zugunsten des Offshore-Terminals zu schließen. Im Jahr 2013 sollte mit dem Bau des Offshore-Terminals begonnen werden, die Fertigstellung war bereits für 2014 geplant; die Gesamtkosten wurden zunächst auf 200 Millionen Euro geschätzt.
Die Finanzierung über ein Konzessions-Modell durch private Investoren ließ sich nicht realisieren, so dass das Land Bremen die Kosten übernehmen will und zwar verteilt über fünf Jahre. Nach knapper Kalkulation wird nun mit 180 Millionen Euro gerechnet, von denen 75 Millionen aus dem Sondervermögen Hafen erwirtschaftet werden. Die Inbetriebnahme des neuen OTB könnte frühestens ab 2018 erfolgen. Im Frühjahr 2015 wurde von verschiedenen Seiten bezweifelt, dass der geplante Hafen mit der Entwicklung der Offshore-Windenergie ausgelastet wird. Bei einem Verfahren zur Vergabe des Betriebs des geplanten Hafens hatten sich bis Mitte Mai 2015 drei Interessenten gemeldet, wobei zwei Bieter schließlich ihre Bewerbung zurückzogen und dies mit mangelnder Rentabilität begründeten. Einzig verbliebener Bieter ist die BLG Logistics Group. Damit würden von den Einnahmen aus dem Betrieb 50 % unmittelbar an die Stadtgemeinde Bremen fließen und weitere Einnahmen über die beteiligten Geldinstitute auch mittelbar dem Land Bremen zugutekommen.
Nach der Bürgerschaftswahl in Bremen 2015 spielte die Finanzierung in den Koalitionsverhandlungen zwischen SPD und Bündnis 90/Die Grünen eine Rolle. In einem 6-Punkte-Papier forderte der designierte Regierungschef Carsten Sieling für den OTB: „Im Hinblick auf seine Finanzierung ist zu prüfen, wie die Konditionen einer solch langfristigen Investition zu gestalten sind.“
Anfang Februar 2016 wurde ein Kontrakt für die 30 Jahre gültige Konzession zum Betrieb des Offshore-Terminals von bremenports und BLG-Vertretern unterschrieben. Die BLG soll nach der Fertigstellung das Terminal auf eigene Rechnung betreiben und dafür ein Nutzungsentgelt an Bremen zahlen.

### Eilverfahren vor dem Verwaltungsgericht Bremen
Aufgrund einer Klage des Naturschutzverbandes BUND Landesverband Bremen e. V. hatte das Verwaltungsgericht Bremen im Eilverfahren über die weiteren Bauarbeiten am OTB zu entscheiden. Am 18. Mai 2016 kam das Gericht zu dem Ergebnis, dass der Planfeststellungsbeschluss vom Senator für Umwelt, Bau und Verkehr Bremen aus zwei Gründen fehlerhaft gewesen sei:
- Zuständigkeit

Nach Auffassung des VG Bremen sei für das Planfeststellungsverfahren nach Bundeswasserstraßengesetz die Wasserstraßen- und Schifffahrtsverwaltung des Bundes zuständig gewesen. In seiner Antwort auf eine Anfrage der FDP-Fraktion in der Bremischen Bürgerschaft berief sich der Bremer Senat auf ein Schreiben der damaligen Wasser- und Schifffahrtsdirektion WSD Nordwest vom 7. Juni 2010, in dem diese Behörde „ihre Zuständigkeit verneint“ habe.
- Naturschutz

Das Gericht folgte im Eilverfahren den Befürchtungen des BUND, dass u. a. die Aufspülung von Sand auf den Wattflächen zu einer irreversiblen Schädigung des FFH-Gebietes Weser bei Bremerhaven führen könnte.
Im Wege des vorläufigen Rechtsschutzes wurden die naturschutzrechtlichen Bedenken des BUND gegen die Interessen des OTB-Betreibers abgewogen und der Weiterbau bis zur Entscheidung im Hauptverfahren gestoppt.

### Eilverfahren vor dem Oberverwaltungsgericht Bremen
Gegen den Beschluss des Verwaltungsgerichts legte der Senator für Umwelt, Bau und Verkehr Bremen Beschwerde vor dem Oberverwaltungsgericht Bremen ein.
Das Gericht bestätigte durch Beschluss vom 3. April 2017 Fehler im Planfeststellungsbeschluss und hält den Baustopp mit folgender Begründung aufrecht:
- Zuständigkeit

Nach Auffassung des OVG Bremen könnte mit dem Senator für Umwelt, Bau und Verkehr Bremen doch die richtige Landesbehörde die Planfeststellung durchgeführt haben, wenn die Schiffbarkeit der Bundeswasserstraße durch das Vorhaben nicht geändert wird.
- Naturschutz

Die Inanspruchnahme von Flächen des FFH-Gebietes Weser bei Bremerhaven und EU-Vogelschutzgebietes Luneplate macht eine Abweichungsprüfung erforderlich, die im Planfeststellungsverfahren fehlerhaft durchgeführt worden sein könnte.
- Wasserschutz

Der OTB führt zu einem Verlust von Watt- und Flachwasserflächen und verschlechtert insgesamt den Wasserkörper. Eine Verschlechterung ist nur durch eine Ausnahmeregelung im Wasserhaushaltsgesetz zulässig. Die Gewichtung des öffentlichen Interesses an dem OTB könnte auch hier fehlerhaft sein.

### Hauptverfahren vor dem Verwaltungsgericht Bremen
Am 7. Februar 2019 entschied das Verwaltungsgericht Bremen im Hauptverfahren, dass der Planfeststellungsbeschluss zur Errichtung des OTB rechtswidrig und nicht vollziehbar ist. Es darf vorerst nicht gebaut werden. In erster Linie sei der Eingriff in das FFH-Gebiet Weser bei Bremerhaven nicht ausreichend gerechtfertigt. Die erforderlichen überwiegenden öffentlichen Interessen gemäß Bundesnaturschutzgesetz und Wasserhaushaltsgesetz könnten jedoch in einem ergänzenden Verfahren nachgewiesen werden. Das Verwaltungsgericht hat die Berufung zum Oberverwaltungsgericht zugelassen.

### Hauptverfahren vor dem Oberverwaltungsgericht Bremen
Das Oberverwaltungsgericht Bremen hat in der Entscheidung vom 2. November 2021 die Berufung verworfen und festgestellt, dass der Planfeststellungsbeschluss vom 30. Mai 2015 funktionslos und damit unwirksam geworden ist. Seit dem Erlass der Genehmigung habe sich die Situation grundlegend geändert. Die Ausbauziele für die Offshore-Windenergie hätten sich verändert und Marktführer Siemens Gamesa hat sich zwischenzeitlich in Cuxhaven angesiedelt. Die zum Zeitpunkt der Genehmigung in Bremerhaven produzierenden Hersteller von Windenergieanlagen (Senvion und Adwen) seien inzwischen insolvent bzw. hätten ihre Produktion eingestellt. Die Ausbauziele für die Offshore-Windenergie seien zwar inzwischen wieder erhöht worden. Aber daraus sei noch nicht erkennbar, dass gerade der OTB wieder benötigt werden könnte.

### Hauptverfahren vor dem Bundesverwaltungsgericht
Das Bundesverwaltungsgericht hat die Beschwerde gegen die Nichtzulassung der Revision mit Beschluss vom Beschluss vom 20. September 2022 zurückgewiesen. Für das OTB gibt es damit keine Genehmigung.

## Kritik
Das Projekt wird von verschiedenen Seiten kritisiert. Für den Hafen müssen ökologisch wertvolle Binnenwattflächen und Flachwasserzonen in der Brackwasserzone eines Ästuars überbaut werden. Betroffen sind vor allem Wattvögel, insbesondere Säbelschnäbler, Wanderfische und Schweinswale, die unter der Lärmbelastung beim Bau leiden könnten. Der NABU kritisiert, durch die Ausgleichsmaßnahmen würde „nicht ein einziger Quadratmeter neue Natur“ entstehen, sondern „lediglich alte Ausgleichsflächen würden mit der Planierraupe tiefer gelegt“.
Zudem seien die wirtschaftlichen Ziele nicht geeignet, den Eingriff zu rechtfertigen, da bereits jetzt im Bereich Jade, Weser und Elbe ausreichende Kapazitäten zum Verladen von Windenergieanlagen vorhanden seien. Die angenommene Zahl von 160 verladenen Windenergieanlagen im Jahr sei jedenfalls zu hoch. Der bisher potenzielle OTB-Kunde Siemens Windenergie bringt seine Windenergieanlagen-Fertigung nach Cuxhaven, wo er die bereits vorhandenen Anlagen für die Schwergutverladung nutzen kann.
Der Naturschutzverband BUND hat Klage gegen den Bau des OTB erhoben. Laut BUND-Geschäftsführer Martin Rode seien die Annahmen für den OTB mittlerweile völlig utopisch.
Bremens früherer Umwelt- und Bausenator Jens Eckhoff (CDU) sieht dagegen „eine große Chance“ für den Wirtschaftsstandort Bremerhaven. Eckhoff ist allerdings seit 2005 Präsident der Deutschen Stiftung zur Förderung der Offshore-Windenergie, Aufsichtsratsmitglied bei der Deutschen Windtechnik in Bremen und sitzt im Beirat der Schneider Electric Deutschland GmbH.
Gegenwärtig arbeiten rund 3000 Menschen in Bremerhaven in der Windenergiebranche. Auch auf der vom Interessenverein WAB e. V. jährlich organisierten Messe Windforce wird das Thema OTB diskutiert.
Vor allem durch die Novellen des Erneuerbare-Energien-Gesetzes (EEG) entstehen immer wieder Unsicherheiten in der Branche. Angesichts der verringerten Ausbauziele der Bundesregierung und der andernorts vorhandenen Überkapazitäten, etwa seit dem Bau des wenig genutzten Cuxhavener Offshore-Terminals, wird ein wirtschaftlicher Betrieb von einigen Kommentatoren als unwahrscheinlich eingeschätzt, so dass von Kritikern ein weiteres „Millionengrab“ für den sanierungsbedürftigen Bremer Haushalt befürchtet wird.
Zudem erscheint die Finanzierung des OTB zunehmend fraglich, da eingeplante Beteiligungserlöse aus der Bremer Landesbank sowie der BLG Logistics Group ausfallen und Bremen als Haushaltsnotlageland auf Grund seiner zu hohen Neuverschuldung im aktuellen Haushaltsentwurf in der Kritik des Stabilitätsrates von Bund und Ländern steht.
Ein Gutachten der Planco Consult GmbH sieht die Chancen ebenfalls kritisch. Der Kommentar der in Bremen erscheinenden Tageszeitung Weser-Kurier wirft dem Senat dagegen vor, in der Vergangenheit durch die Suche nach einem privaten Investor das Projekt unnötig verzögert zu haben.
Durch Konsolidierung auf dem Markt der Offshore-Windenergie seien Anfang 2017 die ursprünglich getroffenen Annahmen für die Nutzung des OTB nicht mehr gegeben.
Grundsätzliche Kritik an der OTB-Strategie kam auch von einer Gruppe von Wirtschaftsprofessoren in Bremen.

## Konkurrenz
Gefördert von der damaligen Niedersächsischen Landesregierung wurde 2009 das Offshore-Terminal Cuxhaven gebaut. Die Politik hoffte, dass sich die Strabag dort ansiedeln würde. Dies geschah jedoch nicht, und das Terminal blieb weitgehend ungenutzt. 2015 entschied sich Siemens Windenergie, seine Offshore-Logistik vom Cuxhavener Terminal aus zu betreiben. So sollen in Cuxhaven rund 1000 Arbeitsplätze durch Siemens entstehen. Im September 2018 wurde das Offshore-Terminal in Cuxhaven schließlich eröffnet.